# ماتياس برانز
ماتياس برانز (بالألمانية: Matthias Bruns)‏ هو لاعب كرة قدم ألماني، ولد في 19 أغسطس 1957 في باينه في ألمانيا. لعب مع آينتراخت براونشفايغ.

## وصلات خارجية
- ماتياس برانز على موقع قاعدة بيانات كرة القدم.إي يو (الإنجليزية)
- ماتياس برانز على موقع بيانات كرة القدم. دي إي (الألمانية)
- ماتياس برانز على موقع عالم كرة القدم.نت (الإنجليزية)